# Ouachita

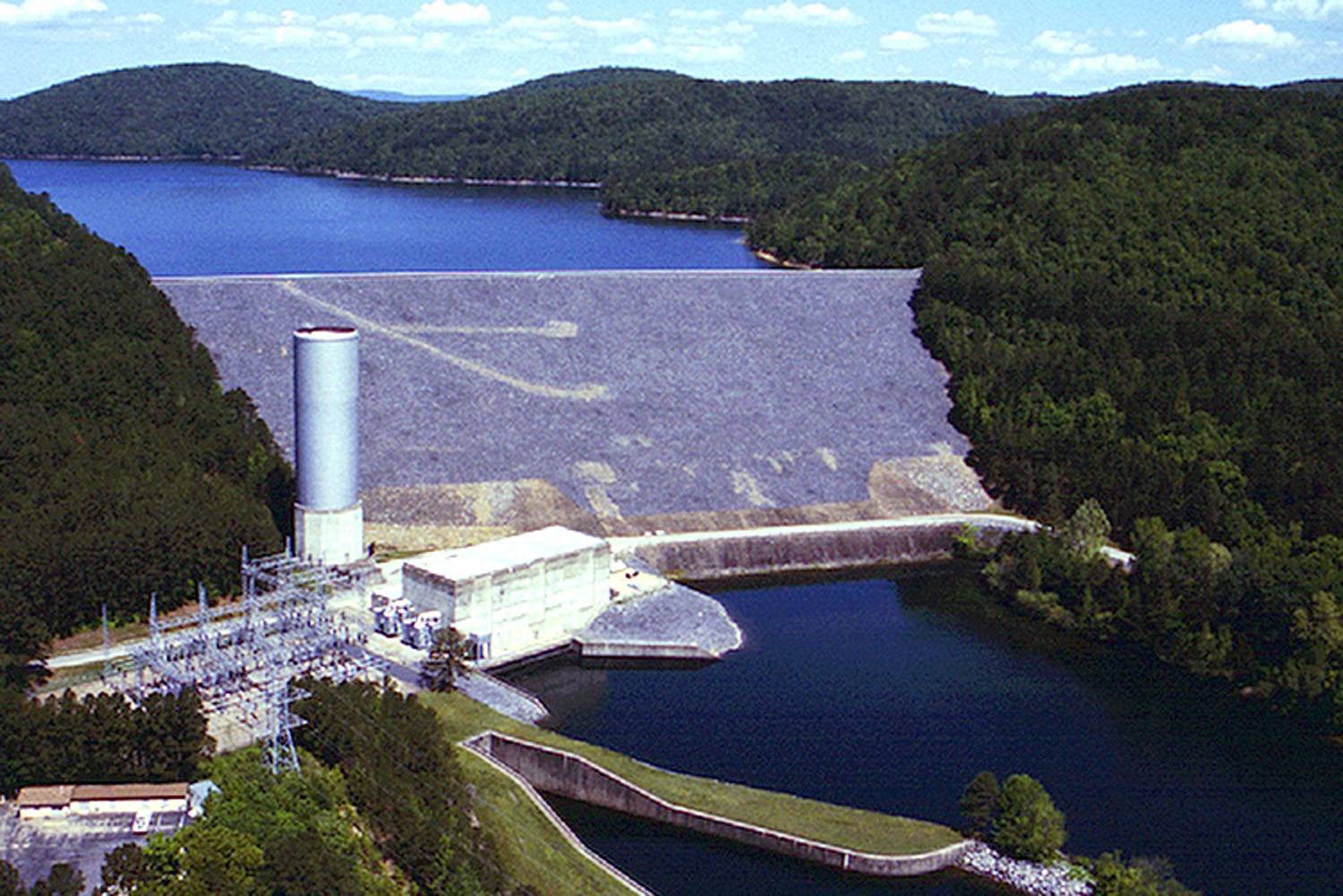
Le barrage de Blakely Mountain sur la rivière Ouachita dans le comté de Garland, Arkansas

L'Ouachita (prononciation ˈwɑːʃɪtɑː) est une rivière des États-Unis (Arkansas et Louisiane), longue de 973 kilomètres  qui se jette dans la rivière Rouge du Sud juste avant que celle-ci ne se jette dans le Mississippi.

## Géographie
La Ouachita prend sa source dans les Montagnes Ouachita près de Mena. Elle se dirige vers l'est dans le Lac Ouachita, un réservoir créé par le barrage de Blakely Mountain. À partir de ce lac, la rivière se dirige vers le sud dans les lacs artificiels Hamilton et Catherine puis à travers l'Arkansas. En dessous des lacs Hamilton et Catherine, la Caddo puis le Little Missouri se jettent dans la Ouachita. Après avoir traversé la ville de Camden, la rivière devient navigable. Son principal affluent, la Saline, la rejoint ensuite, avant son entrée en Louisiane. La rivière Ouachita reçoit ensuite les eaux de la rivière Boeuf ainsi que celles de la rivière Tensas. La rivière Ouachita se jette finalement dans la Rivière Rouge du Sud.

## Histoire
La rivière doit son nom à la tribu amérindienne Ouachita, qui vivait le long de ce cours d'eau. Ce terme désigne en français "un bon terrain de chasse" et fut employé par les Amérindiens le long de cette rivière, notamment par d'autres tribus, telles que celles des Caddos, des Osages, des Taensas, des Chickasaw et des Choctaw. La rivière a servi de route dans la Louisiane française du nord et au sud-ouest de l'Arkansas pour les colons français au cours du XVIIIe siècle lors de la colonisation française des Amériques.

## Principaux affluents
Les principaux affluents de la rivière Ouachita sont :
- Bartholomew
- Boeuf
- Caddo
- Glazypeau
- L'Eau Frais
- Little
- Little Missouri
- Saline
- Tensas
- Gulpha Creek

## Principales villes
Les principales villes situées au bord de la rivière Ouachita sont :
- Mena, Hot Springs, Arkadelphia, Camden, Crossett, Sterlington, Monroe, West Monroe, Columbia, Harrisonburg, Jonesville